# Jack Warner (actor)
Jack Warner (n.  ?) a fost un actor britanic de film și televiziune.

## Biografie
Născut la Londra, Anglia, numele său real era Horace John Waters. Surorile ei, Elsie și Doris Waters, erau comice cunoscute sub numele fictiv Gert și Daisy.
Warner a studiat la Școala de Grammar a Companiei Coopers din Mile End. în timp ce surorile ei au urmat cursurile Școlii de Fete Coborn din Bow. Toate trei au fost membre ale corului de la Biserica Sf. Leonard din Bromley-by-Bow, iar Warner a fost solistă o perioadă.
La fel ca surorile sale, Jack Warner și-a început cariera în sălile de muzică și la radio, devenind cel mai cunoscut în primii ani ai celui de-al Doilea Război Mondial pentru munca sa la o emisiune radio BBC numită „Garrison Theatre”. Cu toate acestea, a câștigat faimă în rândul cinefililor pentru rolul său de patriarh într-un trio de filme de familie postbelice, primul fiind Here Come the Huggetts. De asemenea, a jucat în filmul din 1955 al Hammer Productions, The Quatermass Xperiment, și a jucat rolul unui superintendent de poliție în comedia din 1955 a Ealing Studios, The Ladykillers.
Dar a fost mai devreme, în 1949, când Warner a obținut rolul pentru care avea să fie amintit, cel al polițistului George Dixon în The Blue Lamp. Personajul a reapărut în serialul de televiziune BBC Dixon of Dock Green, care a avut premiera în 1955 și a fost difuzat până în 1976.
În 1965 a fost numit Ofițer al Ordinului Imperiului Britanic (OBE).
Jack Warner a murit la Londra în 24 mai 1981 din cauza unei pneumonii și a fost înmormântat în cimitirul East London.

## Filmografie
| An   | Titlu                                         | Rol                           | note                                                    |
| ---- | --------------------------------------------- | ----------------------------- | ------------------------------------------------------- |
| 1943 | The Dummy Talks                               | Jack                          |                                                         |
| 1946 | The Captive Heart                             | Cpl. Horsfall                 |                                                         |
| 1947 | Hue and Cry                                   | Nightingale                   |                                                         |
| 1947 | Dear Murderer                                 | Insp. Penbury                 |                                                         |
| 1947 | Holiday Camp                                  | Joe Huggett                   |                                                         |
| 1947 | It Always Rains on Sunday                     | Detective Sergeant Fothergill |                                                         |
| 1948 | Easy Money                                    | Philip Stafford               |                                                         |
| 1948 | Against the Wind                              | Max Cronk                     |                                                         |
| 1948 | My Brother's Keeper                           | George Martin                 |                                                         |
| 1948 | Here Come the Huggetts                        | Joe Huggett                   |                                                         |
| 1949 | Vote for Huggett                              | Joe Huggett                   |                                                         |
| 1949 | The Huggetts Abroad                           | Joe Huggett                   |                                                         |
| 1949 | Train of Events                               | Jim Hardcastle                | (segment: "The Engine Driver")                          |
| 1949 | Boys in Brown                                 | Governor                      |                                                         |
| 1950 | The Services Show                             |                               | filme tv                                                |
| 1950 | The Blue Lamp                                 | PC George Dixon               |                                                         |
| 1951 | Talk of a Million                             | Bartley Murnahan              |                                                         |
| 1951 | Valley of Eagles                              | Inspector Peterson            |                                                         |
| 1951 | Scrooge                                       | Mr. Jorkin                    |                                                         |
| 1952 | The Monster of Killoon                        | Bill Anderson                 | filme tv                                                |
| 1952 | Emergency Call                                | Inspector Lane                |                                                         |
| 1952 | Meet Me Tonight                               | Murdoch: Ways and Means       |                                                         |
| 1953 | Those People Next Door                        | Sam Twigg                     |                                                         |
| 1953 | The Square Ring                               | Danny Felton                  |                                                         |
| 1953 | The Final Test                                | Sam Palmer                    |                                                         |
| 1953 | Albert R.N.                                   | Capt. Maddox                  |                                                         |
| 1954 | Bang! You're Dead                             | Bonsell                       |                                                         |
| 1954 | Forbidden Cargo                               | Maj. Alec White               |                                                         |
| 1955 | The Quatermass Xperiment                      | Insp. Lomax                   |                                                         |
| 1955 | The Ladykillers                               | The Superintendent            |                                                         |
| 1955 | Dixon of Dock Green                           | P.C. (later Sgt) George Dixon | Serial TV (432 de episoade: 1955–1976)                  |
| 1956 | Now and Forever                               | Mr. J. Pritchard              |                                                         |
| 1956 | Home and Away                                 | George Knowles                |                                                         |
| 1957 | The Big Gamble (from BBC series 'Eye to Eye') | Commentary                    | O narațiune de jumătate de oră în cadrul seriei scurte. |
| 1958 | Carve Her Name with Pride                     | Mr. Bushell                   |                                                         |
| 1960 | Upgreen – And at 'Em                          |                               |                                                         |
| 1962 | Jigsaw                                        | Det. Insp. Fred Fellows       |                                                         |
| 1979 | Dominique                                     | George                        | (rolul final al filmului)                               |